# 高桑次郎
高桑 次郎（たかくわ じろう、生没年不詳）は、鎌倉時代前期の武将。

## 人物
『承久記』によると、出身は美濃国厚見郡高桑邑（現在の岐阜県岐阜市柳津町高桑）。美濃源氏の高桑城城主高桑大将軍の次男で、高桑一族の長となった。承久の乱で後鳥羽上皇側の京方東山道軍の大将である大内惟信と朝廷から「大将軍」に任命された父と共に東海道大井戸渡の守りについて幕府軍と対峙したが敗北。なお、この時に共に出陣した父親の高桑大将軍は承久の乱での朝廷軍、幕府軍合わせての戦死者第一号であるとされる。
その後、嘉禄2年（1226年）に幕府に対して謀反を起こして捕らえられており、藤原定家の日記『明月記』に記載がある。嘉禄2年（1226年）の項に「美濃の人、高桑次郎が鎌倉幕府に対する謀反人として、六波羅探題に捕らえられる。」という記述がある。その際、高桑次郎は首領として、高桑城より実に300人の将兵を率いて六波羅探題を襲ったという。
この謀反事件は、承久の乱の僅か6年後に起きている。この乱の幕府側主導者であった第2代執権北条義時はこの事件の前々年に死去。北条政子と幕府の大黒柱であった大江広元は、共に事件前年に死去している。高桑次郎は、幕府を支えたこの3人の相次ぐ死去で幕府の力がかなり弱まったと誤認し、「頃は良し」と決起したといわれている。

### 明月記原文
原文
三日、陽景晴、自朝甚暑、心寂坊來談、日來風聞事委談之、美濃国高桑次郎と稱者、搦取在六波羅、謀反事承伏、不指同類、又覺心房と云者（柳禪師之子云々）、爲京中之張本、在一切經谷、其身逐電、伴者從者大夫房搦得、
訓読
三日、陽景（天気）晴、朝自（よ）り甚だ暑し。心寂坊來談す。日來風聞する事、委（くわ）しく之を談ず。（それによると）美濃の国の高桑次郎と稱する者、搦（からめ）取って（捕縛して）六波羅に在り（勾留す）。謀反の事、承伏す（認める）。同類を指差さず（同志を白状せず）。又覺心房と云（い）う者（柳禪師之子云々）、京中之張本（中心人物）爲（た）り。一切經谷に在って、其身は逐電（逃亡）す。件（くだん）の者の從者・大夫房搦（から）め（捕縛）得（出来た）。